# Euphthiracarus crassisetae
Euphthiracarus crassisetae är en kvalsterart som beskrevs av Arthur P. Jacot 1938. Euphthiracarus crassisetae ingår i släktet Euphthiracarus och familjen Euphthiracaridae. Inga underarter finns listade i Catalogue of Life.